# Callisema elongata
Callisema elongata là một loài bọ cánh cứng trong họ Cerambycidae.